# Hedyotis kottangathattiensis
Hedyotis kottangathattiensis är en måreväxtart som beskrevs av M.B.Viswan. och Manik.. Hedyotis kottangathattiensis ingår i släktet Hedyotis och familjen måreväxter. Inga underarter finns listade i Catalogue of Life.